# Santiago Drake del Castillo
Pour les articles homonymes, voir Drake del Castillo.
Santiago Drake del Castillo (1805-1871) est un riche planteur de canne à sucre et banquier anglo-espagnol né à Cuba puis installé en France, où il est notamment propriétaire du château de Candé.
La famille Drake del Castillo, d'origine anglaise, fait fortune à Cuba à partir du milieu du XVIIIe siècle dans la culture et la distillation de canne à sucre. Santiago poursuit cette œuvre depuis Paris où il s'est installé au début des années 1830. Il cofonde également une banque à Londres. Il achète en Indre-et-Loire le château de Candé (commune de Monts) en 1853 et dans le Loiret celui de Montalan (commune de Saint-Hilaire-les-Andrésis). C'est surtout au château de Candé qu'il se consacre, agrandissant la demeure et développant l'exploitation agricole qui en dépend. Des soucis de santé, la mort de son épouse et l'occupation de Candé par les troupes prussiennes pendant la guerre de 1870 lui portent un coup sévère et il meurt à Candé le 25 octobre 1871.

## Biographie

### Des origines à Paris

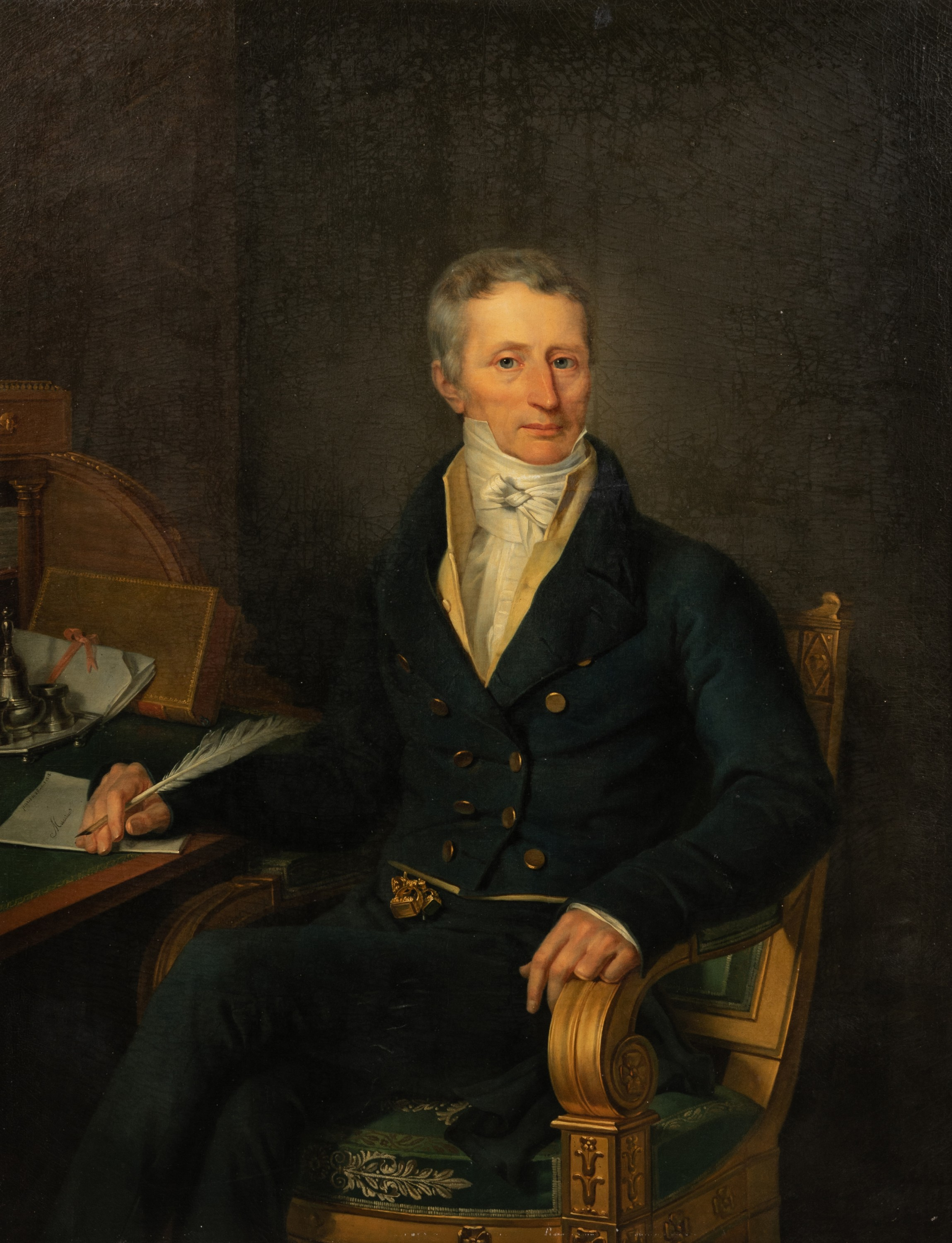
Auguste-François Laby, Portrait de William James Santiago Drake (1818), père de Santiago Drake del Castillo.

William Drake naît en 1730 dans le comté du Devonshire, alors rattaché au royaume de Grande-Bretagne. Il s'installe à Cuba en 1762 avec sa troisième épouse, Mary Spencer. L'année suivant, il opte pour la nationalité espagnole. L'un de ses fils, James, né en 1763, épouse en 1800 doña Carlotta Nuñez del Castillo y Pérez de Abreu; à partir de cette date, il ajoute, selon la coutume, le nom de sa femme au sien (« Drake del Castillo ») et il hispanise son prénom (« Jaime »), bien qu'il n'ait jamais été anobli. Parmi les dix enfants du couple, Santiago naît à La Havane le 2 juillet 1805 et poursuit des études aux États-Unis. Après la mort de sa femme, Jaime vient s'installer à Paris en 1832 ou 1834 avec plusieurs de ses enfants, dont Santiago. Jaime Drake del Castillo meurt dans la capitale française le 16 janvier 1838. Il est inhumé au cimetière du Père-Lachaise.
Santiago épouse en 1850 Marie-Émilie Friant mais celle-ci meurt en 1852 en mettant au monde une fille prénommée Antonia qui ne lui survit que quelques mois. Les activités de Santiago à cette époque sont mal connues mais il continue probablement à gérer, depuis Paris, les propriétés familiales à Cuba ainsi qu'une banque fondée à Londres.

### Châtelain à Candé
C'est le 24 juin 1853 que Santiago Drake del Castillo achète sur la commune de Monts (Indre-et-Loire) le château de Candé et l'ensemble de son domaine. Dès lors, il y réside environ six mois par an ; le reste du temps, il demeure à Paris, d'abord au no 32 (actuel no 220) de la rue de Rivoli, puis dans l'hôtel particulier qu'il fait construire en 1857, à l'angle de l'avenue des Champs-Élysées et de la rue Balzac,. C'est toutefois au château de Candé qu'il déclare sa résidence légale.
Veuf depuis deux ans, Santiago se remarie en 1854 avec Charlotte Claire Spitz dont il a, en 1855, deux fils : Jacques, né le 1er février et Emmanuel, né le 28 décembre.
Ne possédant pas la nationalité française, Santiago Drake del Castillo ne peut exercer de mandat électif à Monts, ni même y voter. Il est toutefois étroitement associé à la vie de la commune en étant convié à certaines réunions de son conseil municipal : il figure parmi les citoyens les plus imposés de la commune.

### Succession
Malade depuis quelque temps, fortement éprouvé par la mort de sa seconde épouse en 1865 et ayant très mal vécu l'occupation temporaire du château de Candé par les troupes prussiennes pendant la guerre de 1870, Santiago Drake del Castillo meurt à Candé le 25 octobre 1871. Il est inhumé dans la chapelle qu'il a fait construire dans le cimetière de Monts et dont la commune prend en charge la concession perpétuelle.
Le montant de la succession de Santiago Drake del Castillo s'élève à 14,55 millions de francs-or. La plus grande partie de ses biens est constituée de son hôtel parisien, de ses domaines de Candé et de  Montalan à Saint-Hilaire-les-Andrésis dans le département du Loiret, de ses plantations de canne à sucre et d'hévéas à Cuba et des centaines d'esclaves qui y sont attachés, d'une raffinerie de sucre dans l'île, du capital de sa banque londonienne et de milliers d'actions dans des compagnies de chemin de fer en France et à l'étranger.
À la mort de leur père, Jacques n'a qu'un peu plus de seize ans et Emmanuel aura seize ans dans deux mois. Les biens sont donc administrés pour leur compte par un tuteur, en concertation avec le conseil de famille, jusqu'à leur majorité qui intervient en 1876. C'est à ce moment qu'ils entrent en pleine possession de leur héritage, et notamment du domaine de Candé pour Jacques et de celui de Montalan pour Emmanuel.

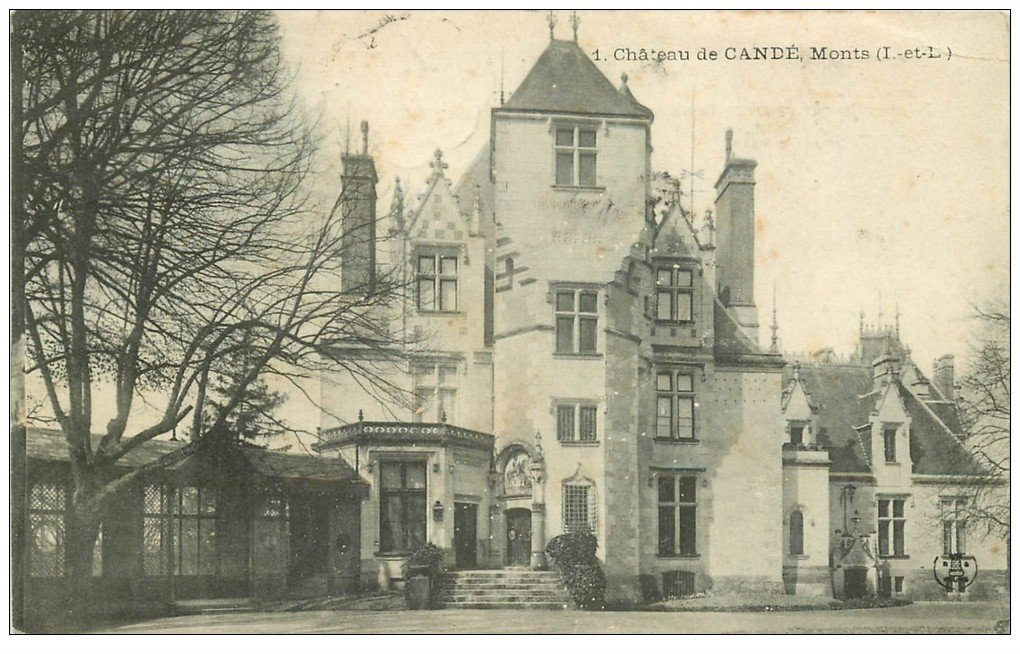
Le château de Candé en 1908.
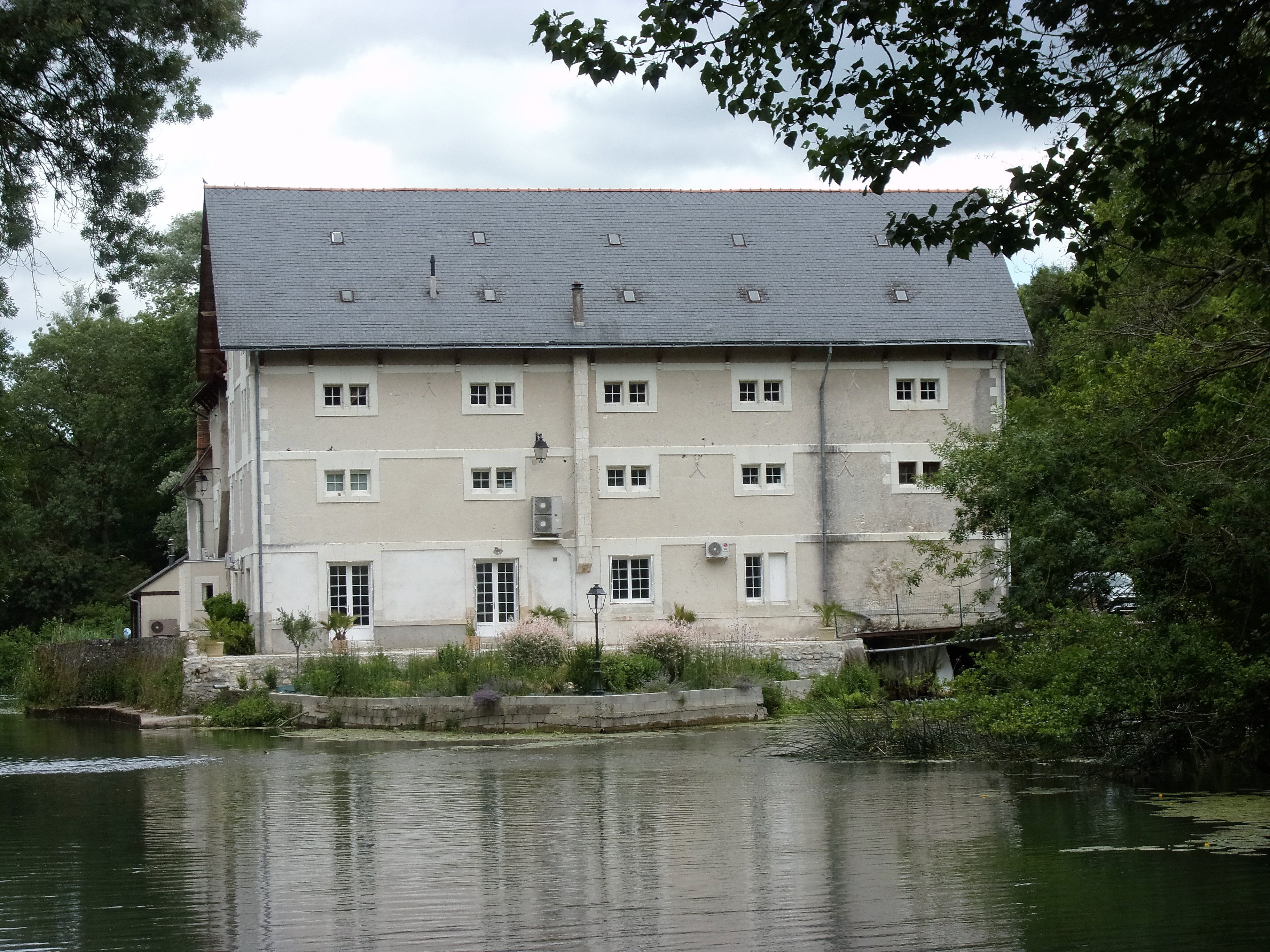
Le moulin de Beaumer.
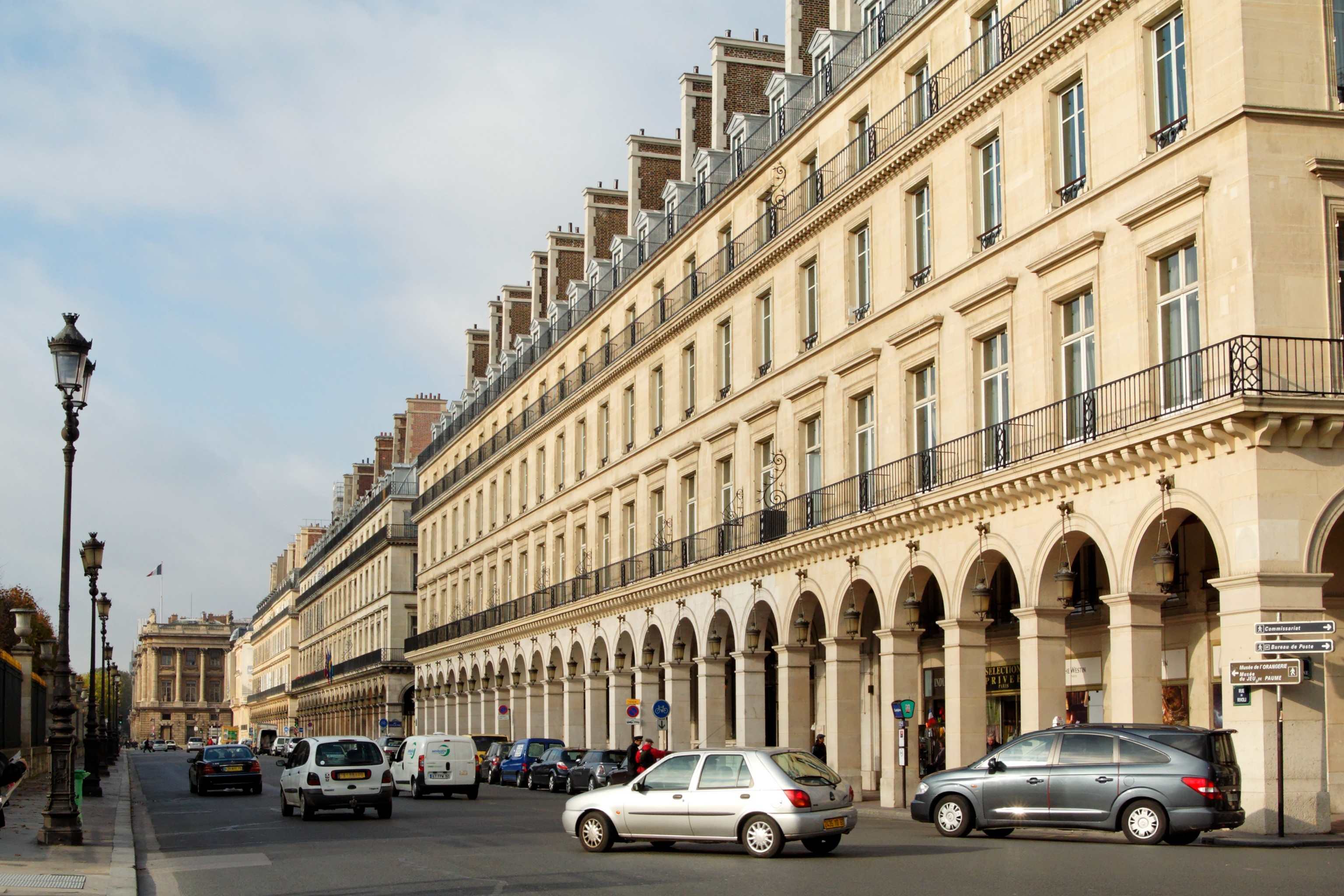
La résidence rue de Rivoli à Paris (bloc au second plan).
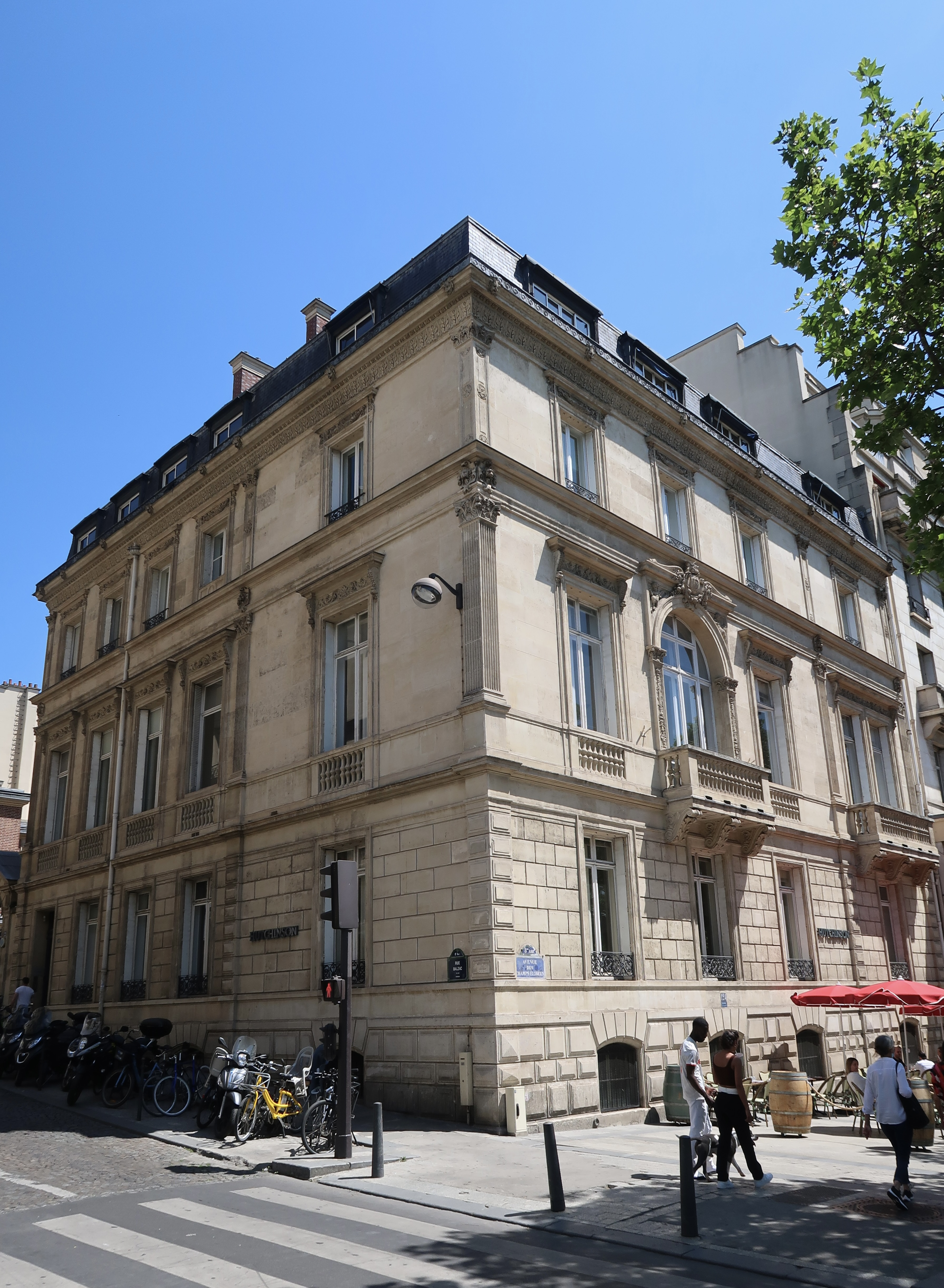
L'hôtel particulier, 2 rue Balzac à Paris.
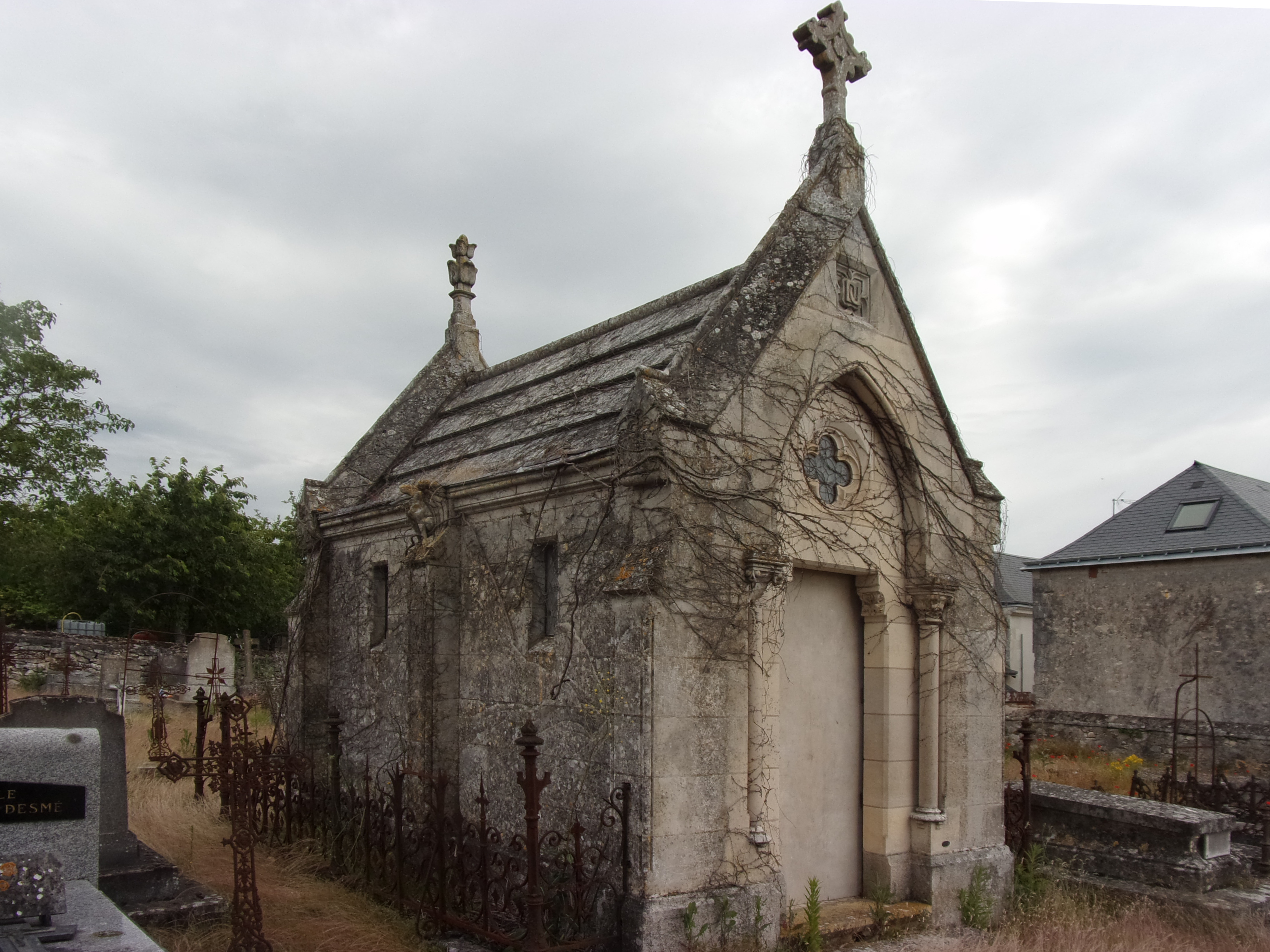
La chapelle funéraire familiale à Monts.